# Жайворонок тонкодзьобий
Жа́йворонок тонкодзьобий (Calandrella acutirostris) — вид горобцеподібних птахів родини жайворонкових (Alaudidae). Мешкає в Центральній і Південній Азії.

## Опис

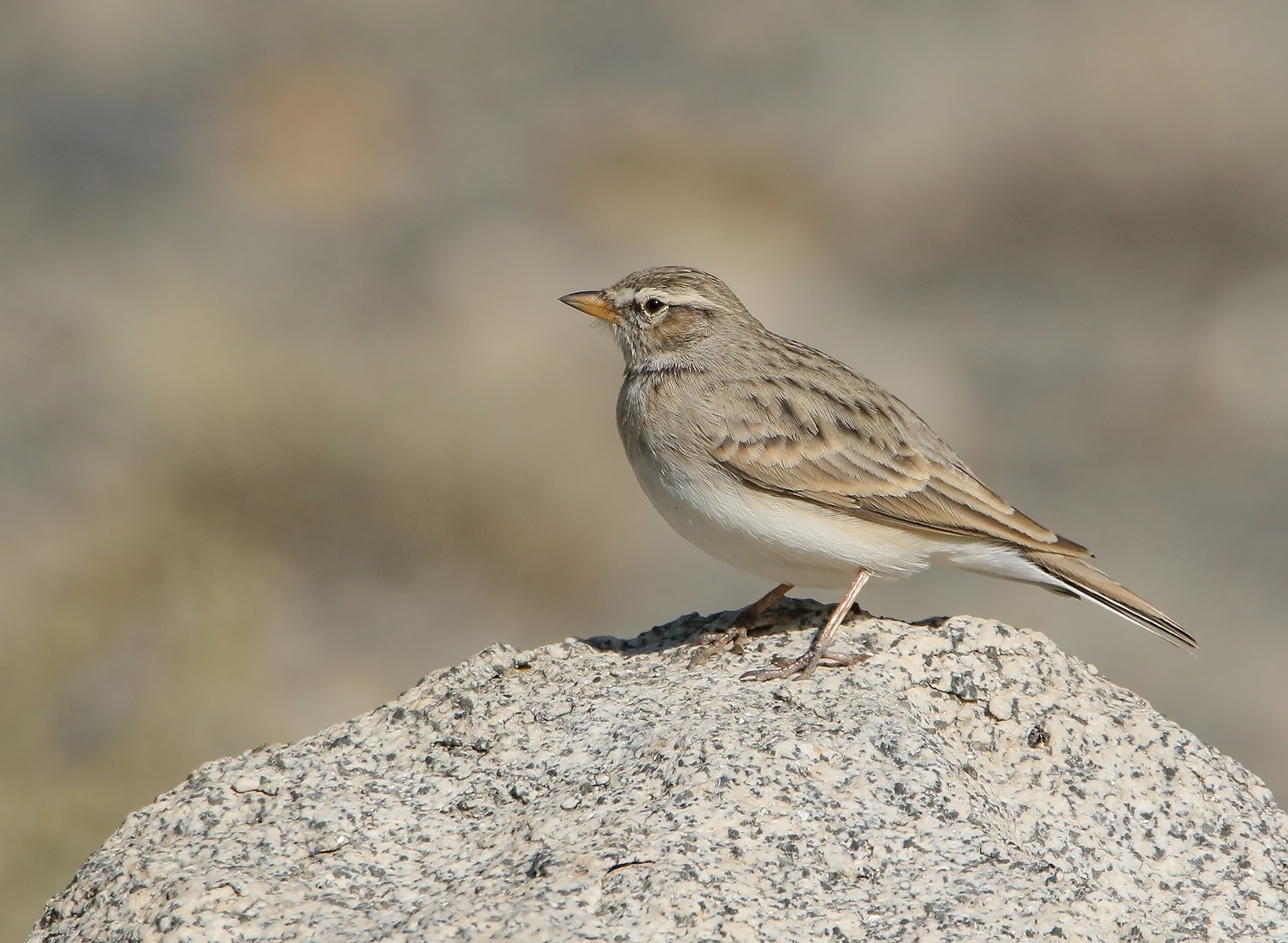
Тонкодзьобий жаворонок

Довжина птаха становить 13-14 см, вага 18-23 г. Довжина дзьоба становить 58-65 мм, довжина дзьоба 13-15 мм. Виду не притаманний статевий диморфізм.
Верхня частина тіла світло-піщана, охристо-сіра або сірувато-коричнева, тім'я і верхня частина спини поцяткована тонкими, темними поздовжніми смугами, у деяких особин на тімені вони відсутні. Надхвістя піщане з рожевуватим відтінком. Махові пера темно-сірувато-коричневі з бладо-коричневими краями, першорядні і другорядні покривні пера крил мають широкі охристі або білуваті кінчики, які формують на крилах дві світлі смуги, помітні в польоті. Хвіст сірувато-коричневі. крайні стернові пера мають охристо-білі краї.
Навколо очей білуваті кільця, через очі ідуть тонкі темні смуги. Скроні і щоки рівномірно сірувато-коричневі. Нижня частина тіла переважно білувата, на грудях з боків є вузькі темні плями, нижня частина грудей і боки попелясті або охристі, легко поцятковані темними смужками. Райдужки темно-карі, дзьоб токий, жовтувато-коричневий, лапи тілесного кольору.

## Підвиди
Виділяють два підвиди:.
- C. a. acutirostris Hume, 1873 — від північно-східного Ірана і східного Казахстана до західного Китая;
- C. a. tibetana Brooks, WE, 1880 — від північно-східного Пакистана до Тибетського нагір'я.

## Поширення і екологія
Тонкодзьобі жайворонки гнізлдяться в Ірані, Афганістані, Пакистані, Туркменістані, Узбекистані, Таджикистані, Казахстані, Киргизстані, Китаї, Індії, Непалі і Бутані. Взимку вони мігрують до Південної Азії на південь від Гімалаїв. Тонкодзьобі жайворонки живуть в напівпустелях, місцями порослих чагарниками, трав'янистих степах і на кам'янистих гірських плато, на висоті від 1000 до 5000 м над рівнем моря. Також вони зустрічаються в заболочених місцевостях, на берегах річок і озер. Живляться насінням і комахами. Птахи іноді шукають їжу на мілководді. Самці виконують демонстраційні польоти, злітаючи на висоту 20-50 м над землею. Як і інші жайворонки, тонкодзьобі жайворонки гніздяться на землі. В кладці 2 яйця вагою 2,37 г. За пташенятами доглядають і самиці, і самці.